# Tilia croizatii
Tilia croizatii är en malvaväxtart som beskrevs av Woon Young Chun och H.D. Wong. Tilia croizatii ingår i släktet lindar, och familjen malvaväxter. Inga underarter finns listade i Catalogue of Life.